# Farfadet (créature)
Pour les articles homonymes, voir Farfadet.

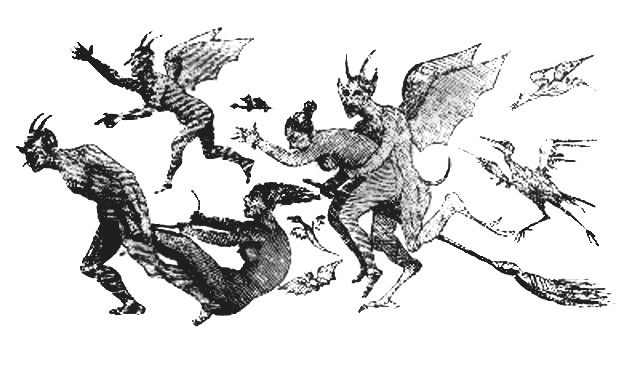
Farfadets.

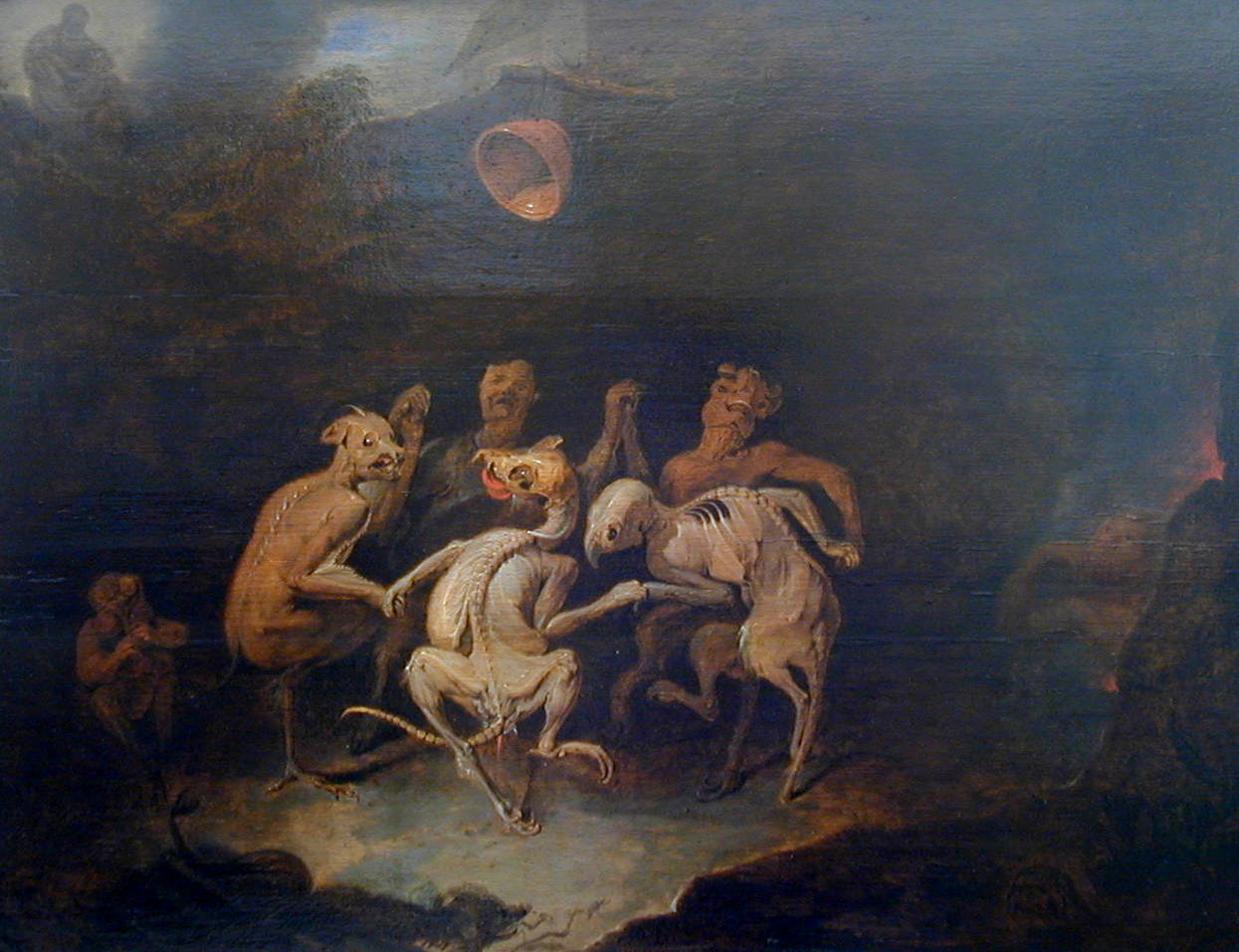
La ronde des Farfadets, peinture de David Ryckaert III (1612-1661).

Le farfadet, esprit farfadéen, ou parfois le fadet ou feu follet (ou esprit follet) est une petite créature française souvent espiègle, malicieuse et sournoise. Le farfadet est présent dans le folklore de la Vendée et du Poitou où il est localement dénommé fradet. Il est aussi présent dans la mythologie occitane et notamment en Provence sous la forme de petits lutins appelés fadets.

## Étymologie
Farfadet est un mot emprunté au provençal farfadet (« lutin ») du XVIe siècle, probablement forme renforcée de fadet, dérivé lui-même de fada, fado signifiant « fée ».
Au sens figuratif, le farfadet désigne une personne légère et frivole.

« Des follets brillent dans l’ombre,

Et la voix que j’entendais

Se mêle aux cris d’un grand nombre

De lutins, de farfadets.

Au bruit d’une aigre trompette

Le sabbat a commencé »

— Pierre-Jean de Béranger, Chansons (1829)

## Description
« La vallée de l'Égray, aux environs de Germond, dans les Deux-Sèvres, était à la fin du XIXe siècle, considérée comme domaine exclusif des farfadets, qui n'aimaient pas être dérangés par les femmes qui se réunissaient pour filer dans les cavernes ou les carrières.

Un soir qu'elles revenaient au village, elles aperçurent des farfadets qui faisaient remonter la pente de la route, à une vitesse stupéfiante, à un énorme chariot aux roues grinçantes. Une des fileuses eut l'idée de faire un signe de croix, ce qui eut pour effet de faire disparaître tout à la fois farfadets et chariot.

Comme les lutins, avec lesquels on les confond parfois, les farfadets s'occupent volontiers des chevaux, dont ils frisent et emmêlent les crinières, et sont généralement serviables. Il est difficile de les décrire car ils demeurent la plupart du temps invisibles, à moins qu'ils ne prennent des apparences animales.

Brian Froud et Alan Lee les ont pourtant observés : « Le farfadet est un petit bonhomme ridé, fripé, au teint brunâtre, haut d'un demi-mètre, qui se promène nu ou vêtu de loques brunes. Les farfadets des montagnes n'ont ni doigts ni orteils et ceux des plaines manquent de nez. »

Si à l'état sauvage, le farfadet tient sa résidence dans quelque taupinière de la forêt, il joue parfois le rôle d'un esprit servant lorsqu'il s'attache à une maison ou à une ferme. Il veille alors sur les troupeaux et la tenue de la maisonnée, moissonne, bat et fauche le blé, et achève les tâches que n'ont pas eu le temps de terminer les domestiques — non sans avoir puni ces derniers de leur paresse ou de leur négligence en leur assénant une volée de bâton.

Pour tous ces services, le farfadet ne demande qu'un salaire insignifiant : « En échange de sa peine, le farfadet ne veut rien de plus qu'un bol de crème ou de bon lait avec un gâteau au miel. Qu'on veuille lui donner plus, il se froisse et s'en va, ce qui arrive souvent quand la générosité maladroite du maître de maison lui fait laisser au farfadet des vêtements neufs. »

Il s'exclame alors :

Qu'avons-nous là, Chanvri, Chanvrai !

Plus ne sauterai ici, plus ne marcherai. »

— Édouard Brasey, Encyclopédie du Merveilleux, Des peuples de la lumière
Le Farfadet de Provence, Poitou et Vendée (on l'appelle alors fradet) a une équivalence auvergnate qu'on nomme le Fol. Il est alors très proche du lutin auvergnat par excellence, le Drac. Mais il a la particularité de vivre sur les bords de la rivière Allier. Comme il surveillait les passages au-dessus de la rivière, il était traditionnel de lui offrir pour assurer sa protection, au pied d'un petit pierrier, des noix ou des pommes. C'est le cas près des bacs puis les ponts franchissant cette rivière, notamment à Nonette, Brassaget ou Albine (63-43). On affirme également que seul l'homme qui vendra son âme au diable pourra s'emparer du trésor fabuleux des Fols à l'Allier. Ce dernier se trouverait sous une dalle dans une grotte qui abritait autrefois la tribu des Fols. Mais cette pierre ne peut se soulever qu'à la messe de minuit à Noël, ou encore le jour des rameaux lorsque le prêtre frappe trois fois à la porte de l'église." 
Pour se débarrasser des farfadets, certains recommandent de percer des cœurs de veaux à l'aide d'aiguilles. Cela les rebutera et vous permettra de profiter de leur moment de latence pour les enfermer dans leurs bocaux de verre,.

## Homonymies
Dans les livres d'Artémis Fowl, l'acronyme Farfadet désigne les Forces Armées de Régulation et Fées Aériennes de DETection, soit la police du monde souterrain.